# Orlandina Basket
L'Orlandina Basket s.r.l. è una società italiana di pallacanestro di Capo d'Orlando, comune italiano della città metropolitana di Messina.
Fondata nel 1978, è stata tra le squadre più giovani come data di fondazione della Serie A 2007-08, rappresentando inoltre il comune più piccolo per numero di abitanti. Esclusa nell'ottobre 2008 dalla Serie A a causa di debiti non saldati, nel 2009 riparte dalla Serie C Dilettanti e ottiene poi due promozioni di fila e due ripescaggi, che la riportano nella stagione Serie A 2014-2015 ai nastri di partenza nel campionato di Serie A. Dopo tre ottime stagioni in Serie A, alla quarta annata consecutiva retrocede in Serie A2. Dopo una sola stagione sfiora il ritorno nella massima serie, perdendo 3-0 nella serie finale contro Treviso. Dopo due annate in cui ottiene la salvezza in A2, arriva una doppia retrocessione. Dopo una stagione nella quarta divisione nazionale (Serie B Interregionale), vince il campionato e viene promossa in B Nazionale.

## Storia

### Gli inizi
Dopo molti anni di attività in ambito regionale, nel 1996, dopo una retrocessione in Serie C2 con una sola vittoria su trenta incontri, viene rilevata dall'imprenditore Enzo Sindoni. La Fiat Vinci Capo d'Orlando (poi Nebrodi Gas e dal 1998 Upea) vince largamente il proprio campionato (29 vittorie su 30 incontri) e l'anno successivo bissa il successo in Serie C1 (26 vittorie su 30 incontri) raggiungendo la Serie B2, guidata dall'allenatore orlandino Maurizio Cucinotta.

Fantozzi a Capo d'Orlando

### La doppia promozione
Nella stagione 1998-99 arriva come nuovo playmaker Alessandro Fantozzi, ex giocatore della nazionale. L'Orlandina, dopo un settimo posto nella stagione regolare, viene eliminata nel primo turno dei play-off da Trapani; è anche l'ultima stagione di Cucinotta come head coach paladino. Al suo posto, nella stagione successiva (1999-00), viene ingaggiato Giovanni Papini (sostituito a campionato in corso da Toni Trullo): l'Upea di Fantozzi, Pastori, Caprari e Bortolani centra la promozione in Serie B1 vincendo 2-1 nella serie finale contro Cefalù. Al termine della stagione 2000-01, quella in cui fu inaugurato il PalaFantozzi (dedicato proprio al playmaker livornese), arriva la seconda promozione consecutiva: l'Orlandina conquista la Legadue attraverso i playoff, dopo un secondo posto nella stagione regolare, vincendo a Pavia.

### In Legadue: salvezza, retrocessione e ripescaggio
Nel 2001-02, con Carter, Fox, Hill, Mescheriakov e Samake, la squadra ottiene un'agevole salvezza, ma il sogno si infrange la stagione successiva, quando l'Upea retrocede in Serie B1 dopo un'annata sfortunata. La stagione 2003-04, al ritorno in B d'Eccellenza, vede l'Upea salvarsi ai playout contro Castenaso, ma nell'estate 2004, grazie ad un incredibile ed insperato ripescaggio, la società di Enzo Sindoni ritorna in Legadue.

### La storica promozione in Serie A
Nella stagione 2004-05, con Giovanni Perdichizzi in panchina, l'Orlandina di McIntyre, Hoover, Oliver e Howell perde appena tre partite (27-3) e viene promossa da prima in classifica in Serie A1. A febbraio vince anche la Coppa di Legadue. Diventa così la quinta squadra siciliana a giocare nella massima divisione, la terza nel dopoguerra. Dopo gli anni '40 con Giglio Bianco Catania e Palermo, infatti, negli anni '90 e 2000, hanno militato in serie A per una sola stagione Trapani e Messina.

### I tre anni in Serie A

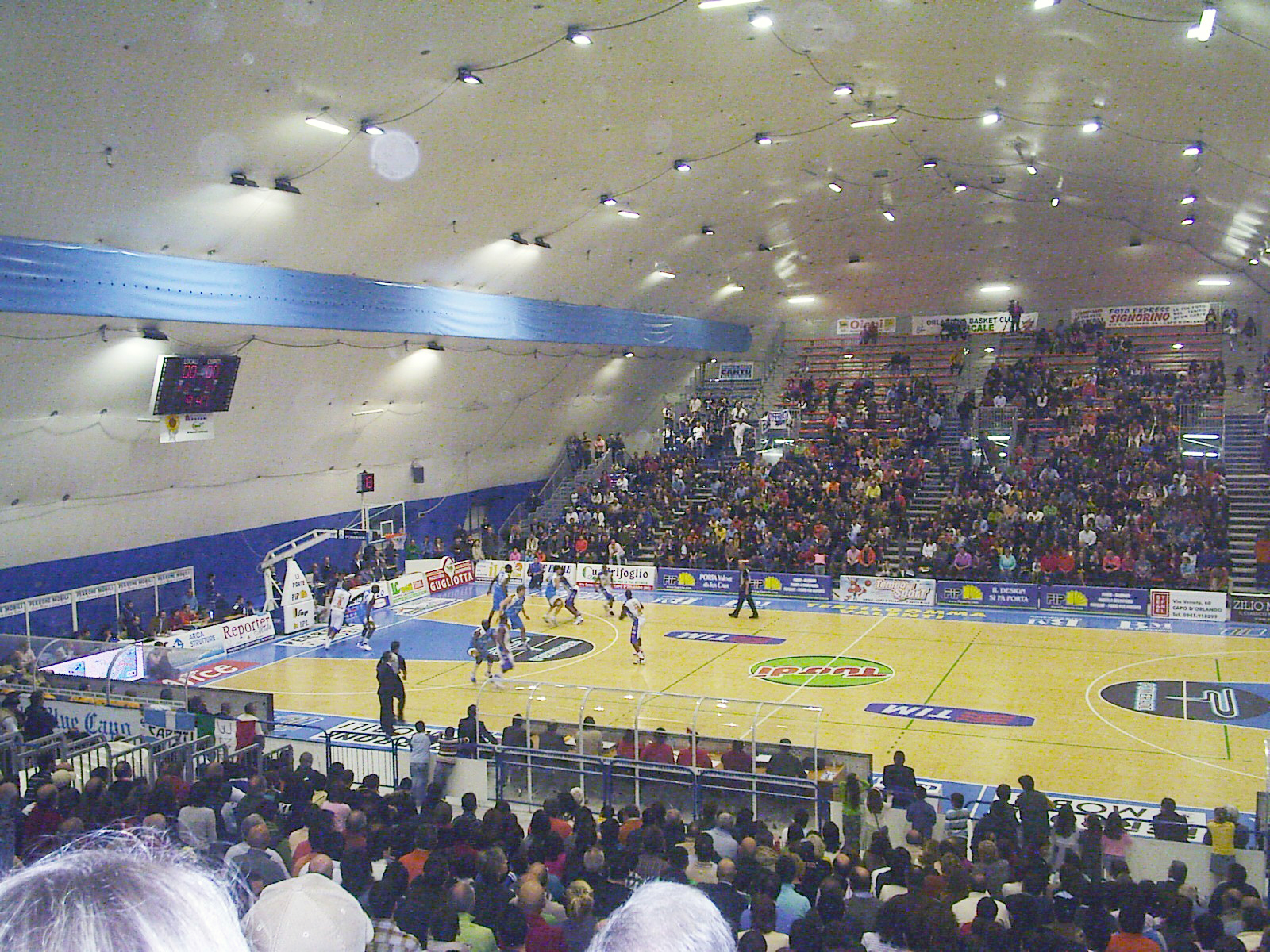
Battute iniziali di Orlandina-Cantù al PalaFantozzi (2005/2006)

Nel 2005-06 si salva all'ultima giornata contro Roseto, diventando la prima squadra siciliana a conservare la categoria per più di una stagione. Nel 2006-07 il presidente Sindoni, neo sindaco di Capo d'Orlando, è costretto a ricostruire da zero la squadra, ripartendo da Perdichizzi e con le uniche conferme di Esposito e Fabi. La squadra, dopo un discreto inizio, si salva nuovamente all'ultima giornata, vincendo in casa contro Reggio Emilia. Al termine della stagione, le strade dell'Orlandina e di coach Perdichizzi si separano. In estate, il suo posto viene preso da Meo Sacchetti.
Nel 2007-08 il presidente Sindoni ingaggia Gianmarco Pozzecco, medaglia d'argento alle Olimpiadi di Atene 2004 e giocatore di valore assoluto. Importanti anche gli acquisti degli americani Wallace, Slay e Diener, e il ritorno di Howell, uno degli artefici della promozione in A1.
Al termine del girone d'andata, la squadra di Sacchetti si aggiudica il diritto a partecipare alla Final Eight di Coppa Italia, venendo eliminata ai quarti di finale da Biella. Ceduto il realizzatore Diener a Siena, l'Orlandina Basket piazza altri due importanti colpi sul mercato, ingaggiando Beck da Varese e il giovane Mejía dalla D-League; questi innesti, oltre al recupero di Colin Falls, risultano decisivi per il mantenimento delle posizioni alte della classifica. Il 17 aprile 2008, ancora contro Biella, l'Orlandina Basket scrive un'altra pagina della sua storia cestistica conquistando per la prima volta l'accesso ai play-off scudetto, grazie alla vittoria esterna sul campo dei piemontesi, e concludendo la regular season al sesto posto finale.
Il quarto di finale vede Avellino vincere la serie 3-0, dopo 3 gare molto combattute. La partita che sancisce l'eliminazione dai play-off dell'Orlandina Basket è anche l'ultima gara di Gianmarco Pozzecco, indiscusso leader della squadra, che chiude così la carriera. I risultati degli altri quarti di finale consentono comunque all'Orlandina di ottenere la storica qualificazione all'Eurocup.
La stagione 2008-09 non viene disputata dall'Orlandina poiché il 20 settembre 2008 il consiglio federale annuncia l'esclusione della società dal campionato.

### La ripartenza dalla Serie C: subito una doppia promozione
L'attività della società riparte nel 2009-10, quando la Pallacanestro Nebrodi, squadra di Capo d'Orlando che nella stagione precedente aveva disputato il campionato di Promozione chiudendo all'ultimo posto, viene ammessa in Serie C Dilettanti grazie all'accoglimento della domanda di ripescaggio presentata alla Lega Nazionale Pallacanestro in sostituzione della Folgore Nocera e ottenendo il cambio di denominazione in Orlandina Basket. 

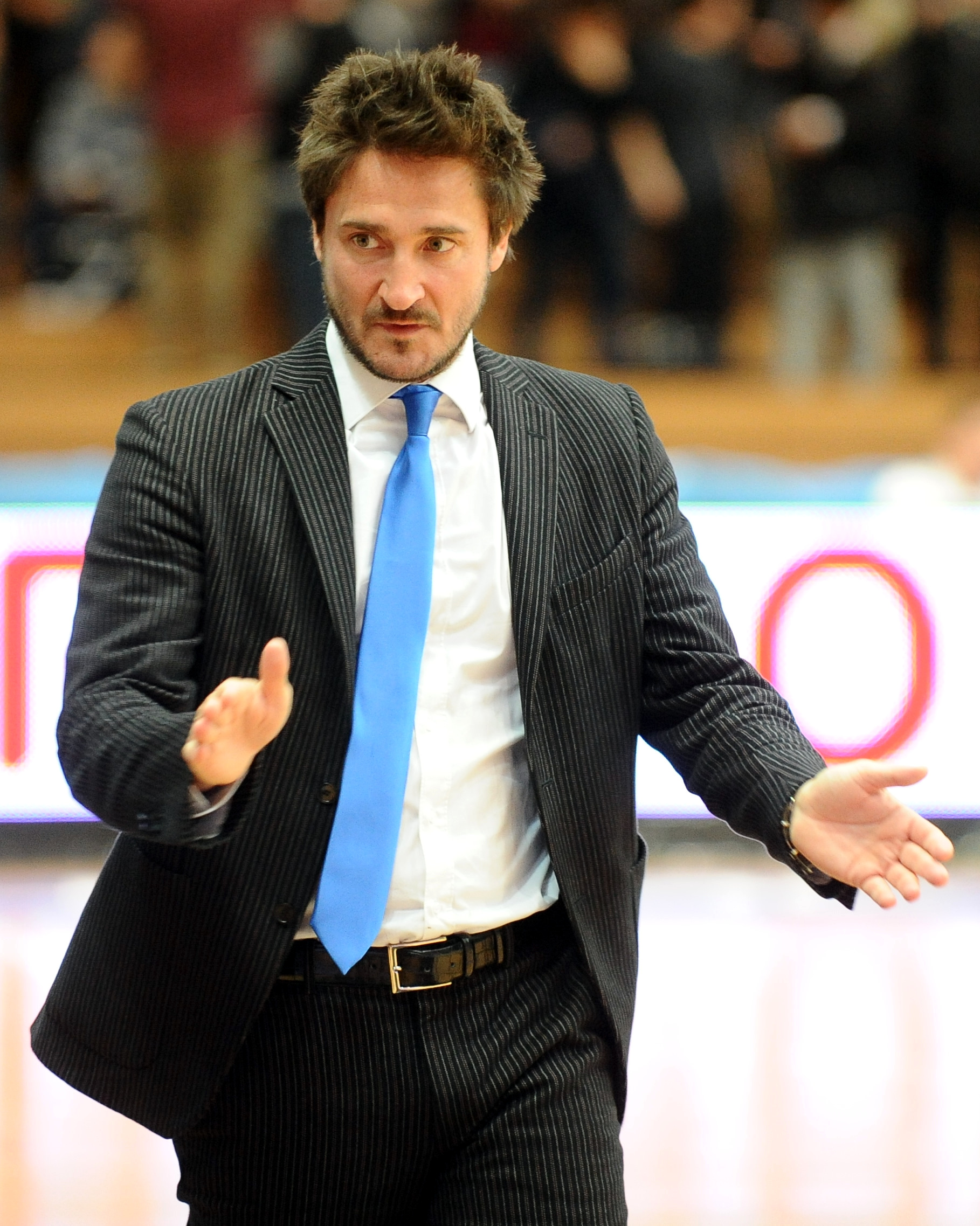
Gianmarco Pozzecco, coach dell'Upea da Novembre 2012 fino al termine della stagione 2013/14

La stagione si conclude con il primo posto e la promozione in Serie B Dilettanti con sei turni di anticipo. Tra i cestisti che hanno disputato la stagione 2009-2010 con la maglia dell'Orlandina vi sono Giuseppe Costantino e Gianmarco Pozzecco il quale ha disputato una gara dopo due anni dal ritiro dalla pallacanestro professionistica.
Nella stagione 2010-11, dopo il primo posto raggiunto nella stagione regolare nel girone D di Serie B Dilettanti, l'Orlandina Basket ottiene la promozione in Serie A Dilettanti vincendo la serie della finale play-off (2-1) contro la Viola Reggio Calabria.
Il 13 settembre 2011 è annunciato come nuovo allenatore Giovanni Perdichizzi, al posto di Giuseppe Condello. Con Perdichizzi, l'Orlandina Basket viene eliminata ai quarti di finale playoff di A dilettanti dal Basket Recanati.

### Il ritorno in Legadue
Nell'estate successiva, la formazione paladina è stata ripescata in Legadue..
La stagione del ritorno in Legadue comincia con il coach Massimo Bernardi, successivamente esonerato dopo 6 sconfitte in altrettante partite in campionato. Al suo posto, il 16 novembre 2012, arriva Gianmarco Pozzecco, alla sua prima esperienza da capo allenatore. Dopo aver chiuso la stagione in undicesima posizione sfiorando i playoff, l'Upea prolunga il contratto al coach Gianmarco Pozzecco ed ingaggia successivamente nel mercato estivo giocatori di esperienza come Gianluca Basile, Matteo Soragna e Sandro Nicević. L'annata 2013-14 vede l'Orlandina chiudere in seconda posizione la regular season e compiere poi una grande cavalcata nei play-off, eliminando prima la Sigma Barcellona ai quarti, poi la Tezenis Verona in semifinale, arrendendosi soltanto in finale contro l'Aquila Basket Trento (promossa in Serie A). L'8 giugno 2014, due giorni dopo la fine del campionato, viene annunciato l'addio di Gianmarco Pozzecco, che chiuderà la sua esperienza da allenatore dell'Upea con 39 vittorie e 24 sconfitte; al suo posto arriva Giulio Griccioli, in uscita da Casale Monferrato.

Upea Capo d'Orlando - EA7 Emporio Armani Milano

### In Serie A per la seconda volta
Il 18 luglio 2014, essendo la prima avente diritto al ripescaggio, viene ripescata in Serie A al posto di Siena.
In fase di allestimento del roster, alle riconferme Basile, Soragna e Nicević, viene affiancato un altro uomo di esperienza ed ex nazionale come Andrea Pecile.
La stagione si conclude con un'agevole salvezza ottenuta con quattro turni di anticipo.
Nella stagione seguente (2015-2016), ottiene nuovamente la salvezza.
Conclude il campionato 2016-17 in ottava posizione e si qualifica per i play-off, venendo eliminata dall'Olimpia Milano nei quarti di finale. In seguito alla rinuncia del Pistoia l'Orlandina si qualifica per la Basketball Champions League. Nella stagione 2017-2018 della Serie A in seguito alla sconfitta nell'ultima giornata contro Cremona per 119-95 retrocede in Serie A2.

### In Serie A2
Nella successiva stagione 2018-2019, si qualifica ai play-off come seconda del girone e arriva a giocarsi la finale, venendo sconfitta 3-0 dalla Universo Treviso Basket. La stagione 2019-2020 viene interrotta a Marzo a causa della pandemia Covid-19.
Nella stagione 2020-2021, giocata interamente a porte chiuse, chiude in 11ª posizione ottenendo la salvezza con qualche giornata di anticipo. 
La stagione regolare 2021-2022 vede l'Orlandina chiudere al penultimo posto nel girone Verde di Serie A2. Dopo il turno di play-out giocato contro la Next Nardò, Capo d'Orlando retrocede in Serie B perdendo la serie 3-1.

### In Serie B
Nell'annata 2022-2023 chiude la stagione regolare nel Girone B al 12º posto. Nella serie play-out per rimanere in B Nazionale, perde 3-0 contro Lissone Interni Brianza Casa Basket, retrocedendo così in B Interregionale.

### In Serie B Interregionale
Nella stagione 2023-2024 partecipa al campionato di Serie B Interregionale - Conference Sud - Gir. H. Chiude sia la stagione regolare che la fase successiva in prima posizione, classificandosi quindi come testa di serie dei playoff della Conference Sud. Vincendo 2-1 la serie finale contro la Virtus Ragusa, dopo una sola stagione torna in Serie B Nazionale.

### Ritorno In Serie B Nazionale
Nella stagione 2024-2025 partecipa al campionato di Serie B Nazionale - Gir. A.

## Cronistoria
| Cronistoria dell'Orlandina Basket |
| --- |
| - 1978 · Fondazione del'Orlandina Basket con sede a Capo d'Orlando. - 1978-1979 · in Serie D. - 1979-1980 · in Serie D. - 1980-1981 · in Serie D. - 1981-1982 · in Serie D. - 1982-1983 · in Serie D. - 1983-1984 · in Serie D. promossa in Serie C2 - 1984-1985 · in Serie C2. - 1985-1986 · ? - 1986-1987 · ? - 1987-1988 · in Serie D. promossa in Serie C - 1988-1989 · in Serie C. - 1989-1990 · 15ª in Serie C, retrocessa in Serie D. - 1990-1991 · in Serie D. - 1991-1992 · in Serie D. - 1992-1993 · in Serie D. promossa in Serie C - 1993-1994 · 7ª in Serie C. - 1994-1995 · 8ª in Serie C1. - 1995-1996 · 16ª in Serie C1, retrocessa in Serie C2. - 1996-1997 · 1ª in Serie C2, promossa in Serie C1. - 1997-1998 · 1ª in Serie C1, promossa in Serie B2. - 1998-1999 · 7ª in Serie B2. - 1999-2000 · 1ª in Serie B2, promossa in Serie B d'Eccellenza. Finale di Coppa Italia LNP. - 2000-2001 · 2ª nel girone B di Serie B d'Eccellenza, vince i play-off promozione, promossa in Legadue. Ottavi di finale di Coppa Italia LNP. - 2001-2002 · 10ª in Legadue. - 2002-2003 · 14ª in Legadue, retrocessa in Serie B d'Eccellenza. - 2003-2004 · 13ª nel girone B di Serie B d'Eccellenza, vince i play-out, ripescata in Legadue. - 2004-2005 · 1ª in Legadue, promossa in Serie A. Vince la Coppa Italia di Legadue (1º titolo) - 2005-2006 · 16ª in Serie A. - 2006-2007 · 14ª in Serie A. - 2007-2008 · 6ª in Serie A, quarti di finale dei play-off scudetto, esclusa dal campionato successivo. Quarti di finale di Coppa Italia. - 2009 · Rileva il titolo della Pallacanestro Nebrodi, ammessa in Serie C Dilettanti. - 2009-2010 · 1ª in Serie C Dilettanti, promossa in Serie B Dilettanti. Vince la Coppa Italia LNP di Serie C Dilettanti (1º titolo). - 2010-2011 · 1ª in Serie B Dilettanti, vince i play-off promozione, promossa in Divisione Nazionale A. - 2011-2012 · 3ª nella Divisione Sud Ovest di Divisione Nazionale A, quarti di finale dei play-off promozione, ripescata in Legadue. - 2012-2013 · 11ª in Legadue. Ottavi di finale di Coppa Italia di Legadue. - 2013-2014 · 2ª in Divisione Nazionale A Gold, finale dei play-off promozione, ripescata in Serie A. Semifinali di Coppa Italia LNP. - 2014-2015 · 14ª in Serie A. - 2015-2016 · 13ª in Serie A. - 2016-2017 · 8ª in Serie A, quarti di finale dei play-off scudetto. Quarti di finale di Coppa Italia. - 2017-2018 · 16ª in Serie A, retrocessa in Serie A2. Regular season di Champions League. - 2018-2019 · 2ª nel girone Ovest di Serie A2, finale dei play-off promozione. - 2019-2020 · 13ª nel girone Ovest di Serie A2. - 2020-2021 · 11ª nel Girone Verde di Serie A2, 1ª nel Girone Blu della seconda fase. - 2021-2022 · 13ª nel Girone Verde di Serie A2, perde i play-out, retrocessa in Serie B. - 2022-2023 · 12ª nel Girone B di Serie B, perde i playout, retrocessa in Serie B Interregionale Quarti di finale della fase a gironi di Supercoppa di Serie B. - 2023-2024 · 1ª nel Girone H di Serie B Interregionale, vince i play-off promozione, promossa in Serie B Nazionale - 2024-2025 · 4ª nel Girone A di Serie B Nazionale, semifinalista play-off. - 2024-2025 · in Serie B Nazionale. |

## Allenatori e presidenti

### Allenatori
- 1978-1989:
- 1989-1990:  Nicola Saccà
- 1990-1994:
- 1994-1995:  Renato Franza
- 1995-1999:  Maurizio Cucinotta
- 1999-2000:  Giovanni Papini
- 2000-giu.2000:  Tony Trullo
- ago.2000-dic.2000:  Giovanni Papini
- dic.2000-2001:  Franco Gramenzi
- 2001-gen.2002:  Massimo Magri
- gen.2002-dic.2002:  Gianni Lambruschi
- dic.2002-2003:  Franco Marcelletti
- 2003-gen.2004:  Federico Pasquini
- gen.2004-2004:  Francesco Ponticiello
- 2004-2007:  Giovanni Perdichizzi
- 2007-2008:  Romeo Sacchetti
- 2009-sett.2011:  Giuseppe Condello
- sett.2011-2012:  Giovanni Perdichizzi
- 2012-nov.2012:  Massimo Bernardi
- nov.2012-2014:  Gianmarco Pozzecco
- 2014-dic.2015:  Giulio Griccioli
- dic.2015-apr.2018:  Gennaro Di Carlo
- apr.-giu. 2018:  Andrea Mazzon
- ott.2018-giu. 2021  Marco Sodini
- giu. 2021-apr. 2022  Marco Cardani
- apr. 2022-ott. 2022  David Sussi
- ott. 2022-2023  Rodolfo Robustelli(int.)
- 2023-  Domenico Bolignano

### Presidenti
- 1978-1983:
- 1983-1987:  Domenico Milone[13]
- 1987-1989:  Antonino Bontempo
- 1989-1996:
- dal 1996:  Enzo Sindoni

## Roster 2024-2025
Aggiornato al 23 Ottobre 2024.
|    | Naz.                | Ruolo | Sportivo            | Anno |  |  |  |
| -- | ------------------- | ----- | ------------------- | ---- |  |  |  |
| 0  | Italia (bandiera)   | G     | Vittorio Moltrasio  | 2003 |  |  |  |
| 1  | Italia (bandiera)   | G     | Giacomo Cecchinato  | 2001 |  |  |  |
| 3  | Italia (bandiera)   | A     | Luca Antonietti     | 1994 |  |  |  |
| 12 | Italia (bandiera)   | G     | Matteo Palermo      | 1991 |  |  |  |
| 13 | Lituania (bandiera) | A     | Simas Jasaitis      | 1982 |  |  |  |
| 15 | Italia (bandiera)   | C     | Leonardo Marini     | 1995 |  |  |  |
| 17 | Italia (bandiera)   | A     | Giovanni Pagano     | 2005 |  |  |  |
| 21 | Italia (bandiera)   | C     | Giacomo Furin       | 2003 |  |  |  |
| 24 | Italia (bandiera)   | P     | Marco Barattini     | 2000 |  |  |  |
| 44 | Italia (bandiera)   | A     | Patrick Gatti       | 2001 |  |  |  |
| 55 | Italia (bandiera)   | G     | Niccolò Malaventura | 2005 |  |  |  |

### Staff tecnico
| Allenatore: Domenico Bolignano      |
| Direttore generale: Francesco Venza |
| Direttore sportivo: Antonio Sapone  |

## Palmarès
- Campionato di Legadue: 1

2004-05
- Coppa Italia di Legadue: 1

2005
- Coppa Italia LNP di Serie C Dilettanti: 1

2009-10

## Premi a giocatori, allenatori e dirigenti

### Giocatori
- Miglior straniero della stagione:

1º posto Dominique Archie - 2013-2014
- Oscar Giba - Giocatore più migliorato:

1º posto Tommaso Laquintana - 2013-2014
- Mvp della stagione:

1º posto Brandon Triche - 2018-2019
- Mvp della stagione:

2º posto Gianmarco Pozzecco - 2007-2008
- Miglior assistman della Regular season:

1º posto Gianmarco Pozzecco - 2007-2008

### Allenatori
- Miglior allenatore della Regular season:

3º posto Marco Sodini - 2018-2019
- Miglior allenatore della Regular season:

3º posto Gennaro Di Carlo - 2016-2017
- Miglior allenatore della Regular season:

3º posto Romeo Sacchetti - 2007-2008

### Dirigenti
- Miglior dirigente della stagione:

1º posto: Giuseppe Sindoni - 2016-2017
- Premio Daily Basket - Miglior general manager della stagione:

1º posto: Giuseppe Sindoni - 2013-2014
- Miglior dirigente della stagione:

3º posto: Gianmaria Vacirca - 2007-2008

## Colori e simbolo
I colori sociali sono bianco e blu.
In occasione delle Final Eight di Coppa Italia del 2008, la maglia da gioco è diventata gialla e rossa, colori della città di Messina e della regione Sicilia.
Per le stagioni 2012/2013, 2013/2014 e 2014/2015, la maglia da gioco in trasferta è stata nera.
Il simbolo dell'Orlandina Basket è un paladino. Nella stagione 2013/2014, "Dino il Paladino" è diventato mascotte ufficiale della squadra.

## Impianti di gioco
Agli inizi della sua storia, l'Orlandina Basket, disputava i suoi incontri nel cortile delle scuole elementari di Capo d'Orlando, all'aperto. 
Negli anni successivi, con la squadra chiamata Fiat Vinci, Nebrodi Gas e poi Upea, ha disputato le sue partite casalinghe al PalaValenti sul Lungomare Andrea Doria, fino a metà della stagione 2000/2001. Il 25 febbraio 2001, infatti, nel corso della diciannovesima giornata di campionato di Serie B d'Eccellenza (Upea Orlandina Basket-Banca Sant'Angelo Trapani), fu inaugurato il PalaFantozzi in Piazza Peppino Bontempo. Il PalaFantozzi, ristrutturato poi nell'estate del 2005 per aumentare la capienza in vista della Serie A, è ad oggi l'impianto attuale dell'Orlandina Basket. Prima dell'inizio della stagione 2017-2018 il PalaFantozzi viene denominato PalaSikeliArchivi per ragioni di sponsor con l'azienda SikeliArchivi. Dalla stagione 2021-2022 prende il nome di Infodrive Arena.

## Sponsor
- 1996-1997: Fiat Vinci
- 1997-1998: Nebrodi Gas
- 1998-2007: Upea
- 2007-2008: Pierrel
- 2009-2015: Upea
- 2015-2018: Betaland
- 2018-2019: Benfapp
- 2021-attuale: Infodrive

- 1999-2002: Champion
- 2002-2004: Macron
- 2004-2005: Champion
- 2005-2006: Kappa
- 2006-2013: Aries
- 2013-2022: Legea
- 2022-attuale: Eye Sport

## Tifoseria organizzata
Il gruppo storico dei tifosi organizzati è stato I Pitbull, attivo negli anni dell'Orlandina Basket al PalaValenti. Nel 2001 si sono formati i White Blue Capo, gruppo storico e numeroso che ha posto le basi del movimento ultras Orlandino fino allo scioglimento a fine 2007. Parte dei "White Blue Capo" ha formato poi i Capo d'Orlando Supporters, scioltosi poi a fine stagione 2007/2008 dopo l'esclusione dell'Orlandina Basket dalla Serie A.
La Banda Nuautri, nata nel 2003, è stato il gruppo più longevo: ha accompagnato l'Orlandina negli anni della Serie A e in quelli della ripartenza dalla C. Scioltasi al termine della stagione 2013/2014 dopo più di un decennio a fianco dell'Orlandina Basket, parte della banda ha formato il gruppo The Wrong Side.
- 1996-2001: I Pitbull
- 2001-2007: White Blue Capo
- 2003-2014: Banda Nuautri
- 2007-2008: Capo d'Orlando Supporters
- 2014-: The Wrong Side
- 2017-: Sesto Uomo Club Orlandina Basket

## Rivalità
Le rivalità sportive più note, negli anni '90 e all'inizio del duemila, sono state con la Pallacanestro Patti, il S.Agata Basket e il Basket Cefalù in Serie B e C. Nell'ultimo decennio, le sfide più sentite sono state con la Viola Reggio Calabria in Serie B e il Basket Barcellona in Legadue.
Ci sono, invece, ottimi rapporti con la Juvecaserta e la Janus Basket Fabriano.